# Richard Somers

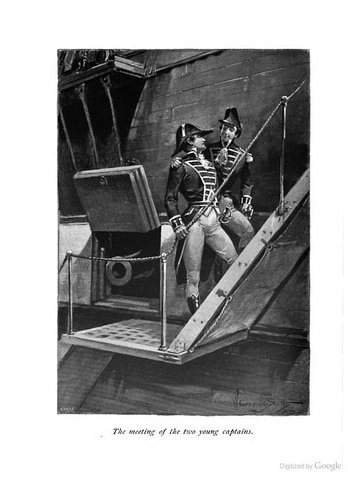
Stephen Decatur y Richard Somers

Richard Somers (¿1779? - † 4 de septiembre de 1804) fue un oficial de la Armada de Estados Unidos, que murió en combate durante la batalla del puerto de Trípoli, durante la primera guerra berberisca.
Sirvió durante la Cuasi-Guerra con Francia, y en 1803 partió hacia las costas mediterráneas al mando del USS Nautilus, junto a una escuadra de buques estadounidenses con el objetivo de poner fin al tributo exigido por las regencias norteafricanas para permitir el comercio. Tras una demostración exitosa de fuerza en Tánger, los esfuerzos se dirigieron hacia Trípoli. Las operaciones se iniciaron en mayo de 1804, siendo Edward Preble el comandante en jefe de las fuerzas navales de Estados Unidos. Durante meses se mantuvieron con diversas alternativas, distinguiéndose Somers hasta llegar a ascender a comandante, en verano. El 4 de septiembre de 1804, al mando del brulote USS Intrepid, se internó en el puerto de Trípoli, con la idea de volar la flota de los corsarios otomanos. Sin embargo, el buque estalló antes de lo previsto, matando a Somers y a toda la tripulación del bajel. Somers fue enterrado en Trípoli, donde todavía se hallan sus restos y los de parte de su tripulación. Desde 1804, varias unidades navales estadounidenses han recibido el nombre de Somers. 